# Hans Thieme

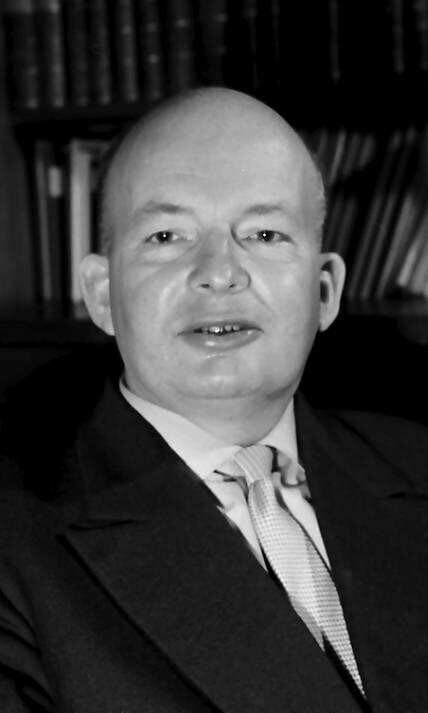
Hans Thieme (1959)

Hans Thieme (* 10. August 1906 in Naunhof; † 3. Oktober 2000 in Freiburg im Breisgau) war ein deutscher Jurist, Rechtshistoriker und Hochschullehrer.

## Leben und Wirken
Hans Thieme wurde als Sohn des Theologen Karl Thieme senior (1862–1932) geboren; sein älterer Bruder war Karl Thieme. Er besuchte ab 1916 das Königin-Carola-Gymnasium in Leipzig, das er 1925 mit dem Reifezeugnis verließ. Anschließend studierte er Jura an den Universitäten Basel, München, Berlin und Leipzig. 1929 promovierte Thieme in Leipzig bei Franz Exner, 1931 folgte die Habilitation an der Universität Frankfurt am Main bei Franz Beyerle. Im Mai 1937 trat er der NSDAP bei und gehörte auch der SA an. 1938 wurde er ordentlicher Professor an der Universität Breslau, 1940 Professor an der Universität Leipzig.
Nach dem Kriegsdienst von 1942 bis 1945 als Offizier war er ab 1946 Professor an der Universität Göttingen. 1953 ging er als ordentlicher Professor an die Universität Freiburg, deren Rektor er von 1960 bis 1961 war. Von den Universitäten Granada, Montpellier, Basel und Paris (Sorbonne) wurde ihm die Ehrendoktorwürde verliehen. 1974 wurde Thieme emeritiert.
Von 1954 bis 1977 war Thieme Mitherausgeber der Zeitschrift der Savigny-Stiftung für Rechtsgeschichte (ZRG). 1976 wurden ihm zu Ehren vom Staatskontrolleur des Staates Israel (Yitzhak Nebenzahl) siebzig Bäume im Jerusalem-Wald gepflanzt. Außerdem war er Mitglied der Heidelberger Akademie der Wissenschaften und korrespondierendes Mitglied der Österreichischen Akademie der Wissenschaften. 1984 wurde ihm die Verdienstmedaille des Landes Baden-Württemberg verliehen.
In einem Leserbrief an den Spiegel machte er die Kriegsverbrechen von Heinz Reinefarth öffentlich.

## Ehrungen
- 1977: Schlesierschild der Landsmannschaft Schlesien

## Schriften (Auswahl)
- Ideengeschichte und Rechtsgeschichte. Gesammelte Schriften (= Forschungen zur neueren Privatrechtsgeschichte. Bd. 25). 2 Bände, Böhlau, Köln/Wien 1986.
- (Hrsg.): Humanismus und Naturrecht in Berlin-Brandenburg-Preußen. Ein Tagungsbericht. De Gruyter, Berlin/New York 1979.
- (Bearb.): Claudius von Schwerin: Grundzüge der deutschen Rechtsgeschichte. 4. Auflage, Duncker & Humblot, Berlin/München 1950.